# Кара (приток Малой Тусту)
Кара (в верховье Большая Тусту; устар. Бетнутобе) — река в России, протекает по Башкортостану. Устье реки находится в 4,7 км по правому берегу реки Малая Тусту. Длина реки составляет 19 км.

## Данные водного реестра
По данным государственного водного реестра России относится к Уральскому бассейновому округу, водохозяйственный участок реки — Урал от истока до Верхнеуральского гидроузла. Речной бассейн реки — Урал (российская часть бассейна).
Код объекта в государственном водном реестре — 12010000112112200001443.